# سي دي بي ريت
سي_دي_بي_ريت (بالإنجليزية: CDP Reti S.p.A.)‏ هي شركة قابضة إيطالية.